# Розовая пантера 2
«Розовая пантера 2» (англ. The Pink Panther 2) — криминальная комедия 2009 года, продолжение фильма «Розовая пантера».

## Сюжет
Инспектор Жак Клузо направлен на очень важное задание — проверку парковочных счётчиков. Однако когда знаменитый похититель музейных ценностей «Иль Торнадо» совершает серию краж, инспектор Клузо получает задание возглавить международную команду знаменитых сыщиков (Dream Team). Он ещё не успевает это сделать, когда Торнадо похищает знаменитый бриллиант «Розовая пантера». Чтобы помочь расследованию, к команде присоединяется Соня Саландрес, автор книги о Торнадо. Путешествуя по городам мира — Парижу, Риму, Клузо вместе с Понтоном, пока 3 лучших детектива мира «играют в детские игры», пытаются самостоятельно расследовать дело. Это приводит к тому, что Клузо повторно сжигает римский ресторан и падает с балкона в костюме Папы Римского. Тем временем три детектива раскрыли дело и чествуют победу над вором. Но благодаря Клузо выясняется, что бриллиант не был похищен, а была похищена подделка и что истинным «Торнадо» была Соня Саландрес. После этого троица детективов признаёт Клузо гениальнейшим детективом в мире, но ему об этом не решаются сказать. Фильм кончается свадьбой инспектора Клузо и его возлюбленной Николь.

## В ролях
| Актёр           | Роль                                |
| --------------- | ----------------------------------- |
| Стив Мартин     | инспектор Жак Клузо                 |
| Жан Рено        | жандарм Жильбер Понтон              |
| Эмили Мортимер  | Николь Дюрант                       |
| Энди Гарсиа     | инспектор Винченцо Бранкалеоне      |
| Альфред Молина  | главный инспектор Рэндалл Пепперидж |
| Юки Матсузаки   | Кени Мазуто                         |
| Айшвария Рай    | Соня Саландрес                      |
| Джон Клиз       | главный инспектор Шарль Дрейфус     |
| Лили Томлин     | миссис Беренджер                    |
| Джереми Айронс  | Алонсо Авелланеда                   |
| Джонни Холлидей | Лоренс Милликин                     |
| Джеффри Палмер  | охранник Робер                      |
| Евгений Лазарев | Папа Римский                        |

## Критика
Фильм получил отрицательные отзывы кинокритиков. На сайте Rotten Tomatoes фильм имеет рейтинг 12 % на основе 133 рецензий со средним баллом 3,5 из 10. На сайте Metacritic фильм имеет оценку 36 из 100 на основе 30 рецензий критиков, что соответствует статусу «в целом неблагоприятные отзывы».